# توموهيرو تسودا
توموهيرو تسودا (باليابانية: 津田 知宏) (6 مايو 1986 في كاكاميغهارا في اليابان – )؛ هو لاعب كرة قدم ياباني سابق كان يلعب كمهاجم.

## وصلات خارجية
- توموهيرو تسودا على موقع رابطة كرة القدم اليابانية للمحترفين (اليابانية)
- توموهيرو تسودا على موقع قاعدة بيانات كرة القدم.إي يو (الإنجليزية)
- توموهيرو تسودا على موقع Soccerway.com (الإنجليزية)
- توموهيرو تسودا على موقع عالم كرة القدم.نت (الإنجليزية)